# 1797年バタヴィア共和国憲法国民投票
1797年8月8日、バタヴィア共和国憲法国民投票（バタヴィアきょうわこくけんぽうこくみんとうひょう）が行われた。憲法草案は否決され、同年のクーデターの引き金となった。

## 背景
現オランダにあたる地域は1581年にネーデルラント連邦共和国として独立を宣言、1648年のヴェストファーレン条約で正式に承認された。国名からも見られるように、当時のオランダは各々自治権を有する7州から構成される連邦であり、各州はそれぞれ総督という首長を選出した。時間が経つにつれ、各州の総督職はウィレム沈黙公の末裔に集中するようになった。しかし、このことは主にアムステルダムを拠点とする商人層の危機感を招いた。商人たちは自身の権力が総督という脅威に晒されるのではないかと恐れたが、商人と総督の抗争は結果的にはオランダが18世紀を通じて経済と軍事大国から転落する原因となった。
1780年代、総督と商人の不和は共和派の愛国党と王党派のオラニエ派の間の抗争であるバタヴィア革命で頂点に達した。愛国党はフランス軍の助けも借りて、やがて1794年末に総督のウィレム5世を国外へと追い出すことに成功した。その数週間後の1795年1月19日にはバタヴィア共和国の建国が宣言された。
その後、バタヴィア共和国議会は2年間の議論を経て、1797年5月10日に憲法の最終草案を完成させた。憲法草案は共和国の各地域が旧来の自治を維持すべきと主張した一派と、共和国は単一国家になるべきと主張した一派の妥協だった。

## 結果
| 投票                   | 票数    | 割合 (%) |
| ---------------------- | ------- | -------- |
| 賛成                   | 27,955  | 20.45    |
| 反対                   | 108,761 | 79.55    |
| 合計                   | 136,716 | 100      |
| 有権者数/投票率        | 400,000 | 34.18    |
| 出典: Direct Democracy |         |          |

## その後
憲法草案が投票者のほぼ8割から拒絶されたことは、新しい憲法草案を作成する必要性を意味した。数か月後の国民議会選挙では単一国家の支持者が多数を勝ち得たが、連邦制の支持者が憲法委員会の多数を維持した。一方、フランスではピエール・オージュロー率いる急進派が権力を奪取した。そして、単一国家の支持者のうち急進的な一派はフランスの助力を借りて1798年1月にクーデターを起こし、続いてすぐに国民議会で単一共和国を建国するための新憲法を通過させた。この憲法草案は1798年4月23日の国民投票で成立した。